# Mielichhoferia skottsbergii
Mielichhoferia skottsbergii là một loài rêu trong họ Bryaceae. Loài này được Cardot & Broth. mô tả khoa học đầu tiên năm 1923.